# JakTV
JakTV – indonezyjska stacja telewizyjna o charakterze informacyjnym, emitująca z obszaru metropolitarnego Dżakarty. Należy do przedsiębiorstwa Mahaka Media. Została uruchomiona w 2005 roku.